# Cyanopepla jucunda
Cyanopepla jucunda är en fjärilsart som beskrevs av Walker 1854. Cyanopepla jucunda ingår i släktet Cyanopepla och familjen björnspinnare. Inga underarter finns listade i Catalogue of Life.